# Oocatochus rufodorsatus
Oocatochus rufodorsatus är en ormart som beskrevs av Cantor 1842. Oocatochus rufodorsatus är ensam i släktet Oocatochus som ingår i familjen snokar. IUCN kategoriserar arten globalt som livskraftig. Inga underarter finns listade i Catalogue of Life.
Arterna är med en längd upp till 75 cm en liten orm. Den lever i östra Ryssland, östra Kina, på Koreahalvön och på Taiwan. Habitatet utgörs av träskmarker och risodlingar där Oocatochus rufodorsatus ofta simmar i vattnet. Födan utgörs av grodor. Honor lägger inga ägg utan föder levande ungar.